# Klaudiusz Antoni Rudolf de Laporte
Klaudiusz Antoni Rudolf de Laporte SJ, (fra.) Claude-Antoine-Raoul Laporte (ur. 6 grudnia 1734 r. w Breście, zm. 2 września 1792 r. w Paryżu) – błogosławiony Kościoła katolickiego, męczennik, ofiara antykatolickich prześladowań okresu rewolucji francuskiej.
Do Towarzystwa Jezusowego wstąpił w Paryżu 24 września 1753 r. Studia przerwane przez kasatę zakonu kontynuował w seminarium diecezjalnym i po ich ukończeniu został wyświęcony w Brześciu we wrześniu 1763 r. W latach 1766 do 1769 był duszpasterzem rzemieślników w Bretanii, zaś między 1776 a 1786 był kapelanem Akademii Marynarki Wojennej w rodzinnej miejscowości i tam pełnił obowiązki administratora parafii. W okresie gdy w rewolucyjnej Francji nasiliło się prześladowanie katolików, odmówił złożenia przysięgi na cywilną konstytucję kleru. Po podjęciu tej decyzji wraz z Wilhelmem Antonim Delfautem opublikował antyrewolucyjne oświadczenie w którym zadeklarował jednocześnie gotowość poniesienia ofiary krwi w imię wiary. Przed aresztowaniem pracował na terenie na terenie diecezji paryskiej. Zatrzymany został 17 sierpnia 1792 r. i przewieziony do klasztoru karmelitów przy rue de Vaugirard 70, gdzie został zamordowany 2 września i znalazł się wśród około 114 ofiar rzezi, jako jeden z 14 jezuitów, którzy tam zginęli.
Był jedną z ofiar tak zwanych masakr wrześniowych, w których zginęło 300 duchownych i jednym z 23 zamordowanych jezuitów, ofiar nienawiści do wiary (łac) odium fidei.
Dzienna rocznica śmierci jest dniem kiedy wspominany jest w Kościele katolickim, a jezuici także wspominają go także 19 stycznia.
Klaudiusz Antoni Rudolf de Laporte znalazł się w grupie 191 męczenników z Paryża beatyfikowanych przez papieża Piusa XI 17 października 1926 r.